# Каннабінол
Каннабінол (CBN) — психоактивний каннабіноїд, що виявляється в малих кількостях в Cannabis sativa і Cannabis indica. Є метаболітом тетрагідроканнабінолу. Діє як слабкий зворотний агоніст рецептора CB1 і більш високоафінний агоніст рецептора CB2, проте він слабший, ніж тетрагідроканнабінол.

## Отримання
Каннабінол — продукт окислення тетрагідроканнабінолу — основної діючої речовини коноплі, його дія приблизно в 10 разів слабкіша.

## Фізичні властивості
Не розчиняється у воді, розчиняється у метанолі та етанолі.

## Легальний статус
Каннабінол не входить до списку контрольованих психотропних речовин Конвенції про психотропні речовини ООН.